# Людвиг, Алоис
Алоис Людвиг (нем. Alois Ludwig; 15 мая 1872[…], Брно, Цислейтания[…] — 4 апреля 1969[…], Мюнхен) — австрийский архитектор.

## Биография

### Работа в Брно
После окончания Брненского государственного ремесленного училища (1892 г.) и последующей трехлетней практики (1892-1895 гг.) Людвиг получил базовую профессиональную подготовку мастера-строителя. Чтобы получить архитектурное образование, он посещал Академию изящных искусств в Вене с 1895 по 1898 годы, где обучался под руководством Отто Вагнера. В Академии он был удостоен премии Хаггенмюллера (1897 г.) и специальной премии Венской академии (1898 г.). Его работы несколько раз публиковались в специальных выпусках журнала Академии. С 1898 года он работал в мастерской Отто Вагнера, где временно исполнял обязаности управляющего делами в качестве преемника Йозефа Марии Ольбриха .
К числу его работ этого периода относятся:
- 1895/1896: Вилла Шрайбвальд, Весларска 228 в Брно
- 1898: Цветочное оформление Дома Майолика (Вена 6, Linke Wienzeile 40) в стиле Венского сецессиона .

### Работа в Рейнской области
С 1900 по 1903 год сотрудничал с архитектором Готфридом Велингом в Дюссельдорфе, а также строил здания в Кёльне.
Среди построек Людвига этих лет выделяются:
- 1900: Переоборудование и расширение офисного здания на Шадовштрассе 23 в Дюссельдорфе для компании Gebrüder Mangold [5] [6]
- 1900: Коммерческое здание Schadowstraße 52 в Дюссельдорфе для фотографа Томаса Лантина [7]
- 1901/1902: Строительство Wehlingsche Business Groups, Königsallee 9/11 (сегодня Königsallee 20/21) и Blumenstrasse 7/9 в Дюссельдорфе [8]
- 1903: Строительство ряда небольших домов на одну семью на Паркштрассе в Дюссельдорфе, в которых должно было быть как можно больше «здоровых» комнат при низких затратах на строительство[9]
- 1903/1904: Вилла Бестген, Теодор-Хойсс-Ринг 9 в Кельне[10]

### Работа в Вене, Больцано и Меране
В дальнейшем Алоис женился на дочери директора Prager Eisenindustrie AG — компании, для которой он построил административное здание (Вена 3, Хоймаркт 10). Он построил виллу в Мюнхене, где у него уже была собственная студия с 1905 года, куда переехал его брат Густав в 1907 году. Как «братья Людвиг» они построили несколько зданий, таких как: дом писателя Томаса Манна на Пошингерштрассе в Мюнхене и виллу Ванник на Мёльштрассе 32 также в Мюнхене. В 1911 году Людвиг открыл студию в Бозене, с середины 1930-х жил в Меране.
- 1907: Здание Сберегательной кассы в Больцано.
- 1910: Парк-отель Laurin в Больцано
- 1910: Жилое и коммерческое здание на Нойштифтгассе 87 в Вене.
- 1911: Школьные здания в Бозене, в том числе начальная школа Гриса.
- 1912: Управленческое здание Prager Eisenindustrie AG, Heumarkt 10 в Вене.
- 1912/13: Городской отель на Вальтерплац в Больцано.
- 1913: Дом Петцольда, Эндрессштрассе 94-96 в Вене.
- 1914: Реконструкция Пале-Менц в Больцано.
- Вилла Сальгарт в Унтерме.

## Семья
Около 1875 года женился на Кларе Маргарете Ванниек, с которой впоследствии завёл троих детей: Еву, Вольфрама и Йоханнеса Людвига (1904–1996), который стал архитектором и профессором Мюнхенского технического университета. Алоис Людвиг был братом Густава Людвига.